# Rodrigo Atencio
Rodrigo Uriel Atencio (Rosario, 30 giugno 2002) è un calciatore argentino, centrocampista dello Sport Recife.

## Caratteristiche tecniche
È un centrocampista offensivo.

## Carriera
Atencio è cresciuto nel settore giovanile dell'Independiente, con cui ha debuttato il 1º maggio luglio 2022 nell'incontro di Copa de la Liga Profesional perso 1-0 contro il Lanús. Ha firmato il suo primo contratto professionistico nel novembre dello stesso anno.
Nel gennaio del 2024 è stato ceduto in prestito al Central Córdoba (SdE).

## Statistiche

### Presenze e reti nei club
Statistiche aggiornate al 2 aprile 2024.
| Stagione        | Squadra               | Campionato      | Campionato | Campionato | Coppe nazionali | Coppe nazionali | Coppe nazionali | Coppe continentali | Coppe continentali | Coppe continentali | Altre coppe | Altre coppe | Altre coppe | Totale | Totale | Totale |
| Stagione        | Squadra               | Comp            | Pres       | Reti       | Comp            | Pres            | Reti            | Comp               | Pres               | Reti               | Comp        | Pres        | Reti        | Pres   | Reti   |        |
| --------------- | --------------------- | --------------- | ---------- | ---------- | --------------- | --------------- | --------------- | ------------------ | ------------------ | ------------------ | ----------- | ----------- | ----------- | ------ | ------ | ------ |
| 2022            | Independiente         | PD              | 0          | 0          | CA+CdL          | 0+1             | 0               |                    | -                  | -                  |             | -           | -           | 1      | 0      |        |
| 2023            | Independiente         | PD              | 5          | 0          | CA+CdL          | 0               | 0               |                    | -                  | -                  |             | -           | -           | 5      | 0      |        |
| 2024            | Central Córdoba (SdE) | PD              | 0          | 0          | CA+CdL          | 0+12            | 0               |                    | -                  | -                  |             | -           | -           | 12     | 0      |        |
| Totale carriera | Totale carriera       | Totale carriera | 5          | 0          |                 | 13              | 0               |                    | -                  | -                  |             | -           | -           | 18     | 0      |        |

## Palmarès

### Club
- Copa Argentina: 1

Central Córdoba (SdE): 2024

### Individuale
- Capocannoniere della Copa Argentina: 1

2024 (4 reti, alla pari con Edinson Cavani)